# Burg Ramsberg (Donzdorf)
Die Burg Ramsberg steht auf dem Gebiet der ehemaligen Gemeinde Reichenbach unter Rechberg, die seit 1974 zu Donzdorf im Landkreis Göppingen in Baden-Württemberg gehört. Die Spornburg liegt samt Hofgut auf einem Höhenzug, einem der beiden südlich vorgelagerten Bergsporne des Rehgebirges. Auf dem anderen (westlichen) Ausläufer liegt die Burg Staufeneck.

## Geschichte
Ramsberg wurde etwa um 1200 erbaut. 1225 war sie vermutlich im Besitz des Ritters Ulrich von Plochingen, einem Verwandten von Ulrich II. und Konrad, genannt der Mönch von Rechberg. Eine erste urkundliche Erwähnung erfuhr die Anlage am 22. September 1270, als der damalige Besitzer Konrad, ein Sohn Ulrichs von Plochingen, dem Kloster St. Blasien eine leibeigene Magd schenkte und die entsprechende Schenkungsurkunde auf der Burg unterzeichnet wurde.
Von 1327 bis 1529 war die Burg im Besitz der Herren von Rechberg. Zwischen 1529 und 1999 wechselte die Burg Ramsberg mit den Ländereien sieben Mal den Eigentümer.
Die Burg ist seit 1977 eine Sehenswürdigkeit an der Straße der Staufer. Seit 2000 gehört die Burg dem Göppinger Modefilialisten Dieter Wißmach, der im zur Anlage gehörenden Gestüt Pferde züchtet.

## Beschreibung
Der Aufenthaltsraum der Burgmannschaft stammt mit seinem Kreuzrippengewölbe noch aus dem 13. Jahrhundert. Es ist eine dreischiffige Halle, auch Dürnitz genannt, mit neun Jochen und vier achteckigen Pfeilern. Nördlich der Alpen hat er kein vergleichbares Gegenstück, nur die Kreuzfahrerburg von Akkon besitzt eine ähnliche Halle. 1450 erfolgte ein erster Umbau der Burg. Die 1560 erbaute und noch existierende Burgkapelle ist spätgotischen Ursprungs und wurde nach einem Brand in den 1960er Jahren restauriert. Sie war anfangs der heiligen Margarete geweiht, ehe sie dem heiligen Martin gewidmet wurde. Zwischen 1560 und 1580 wurde die Burganlage ein zweites Mal umgebaut. Aus dieser Zeit stammt das Steinhaus, das heute die Schlossanlage bestimmt. 1809 gehörte sie mit zunehmendem Verfall wieder der Gemeinde, die 1830 den Bergfried wegen Einsturzgefahr abreißen ließ.

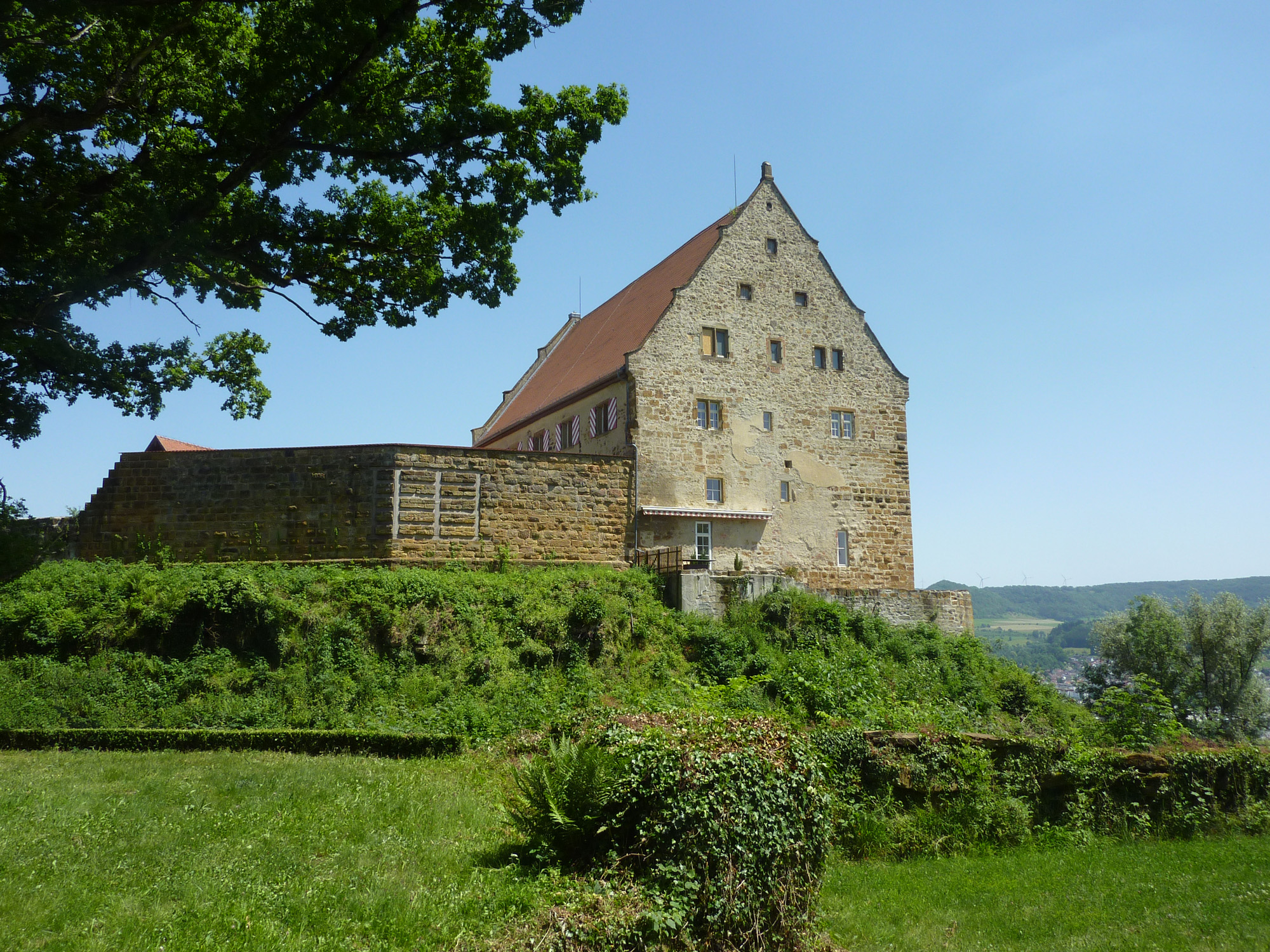
Burg von Westen
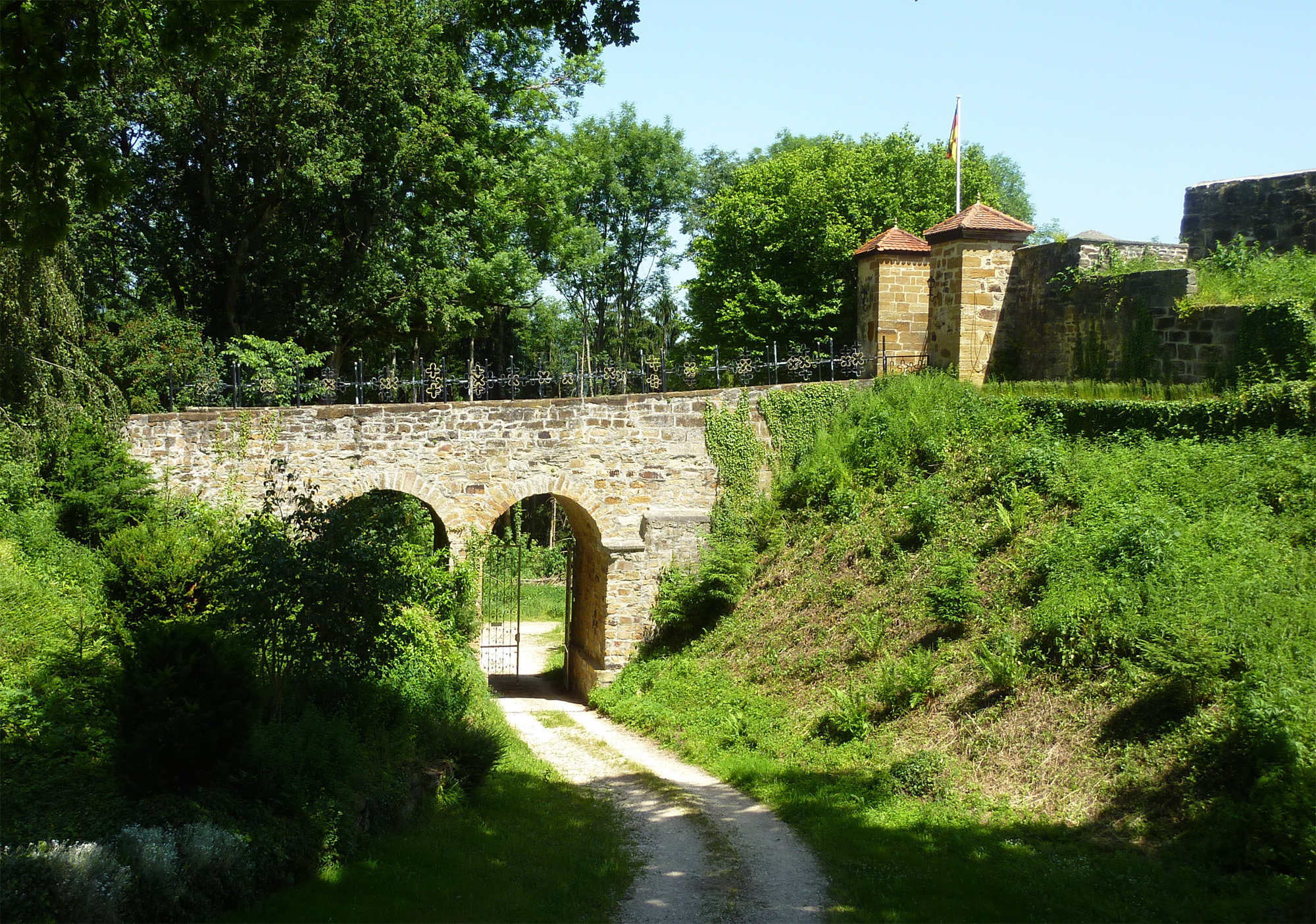
Brücke
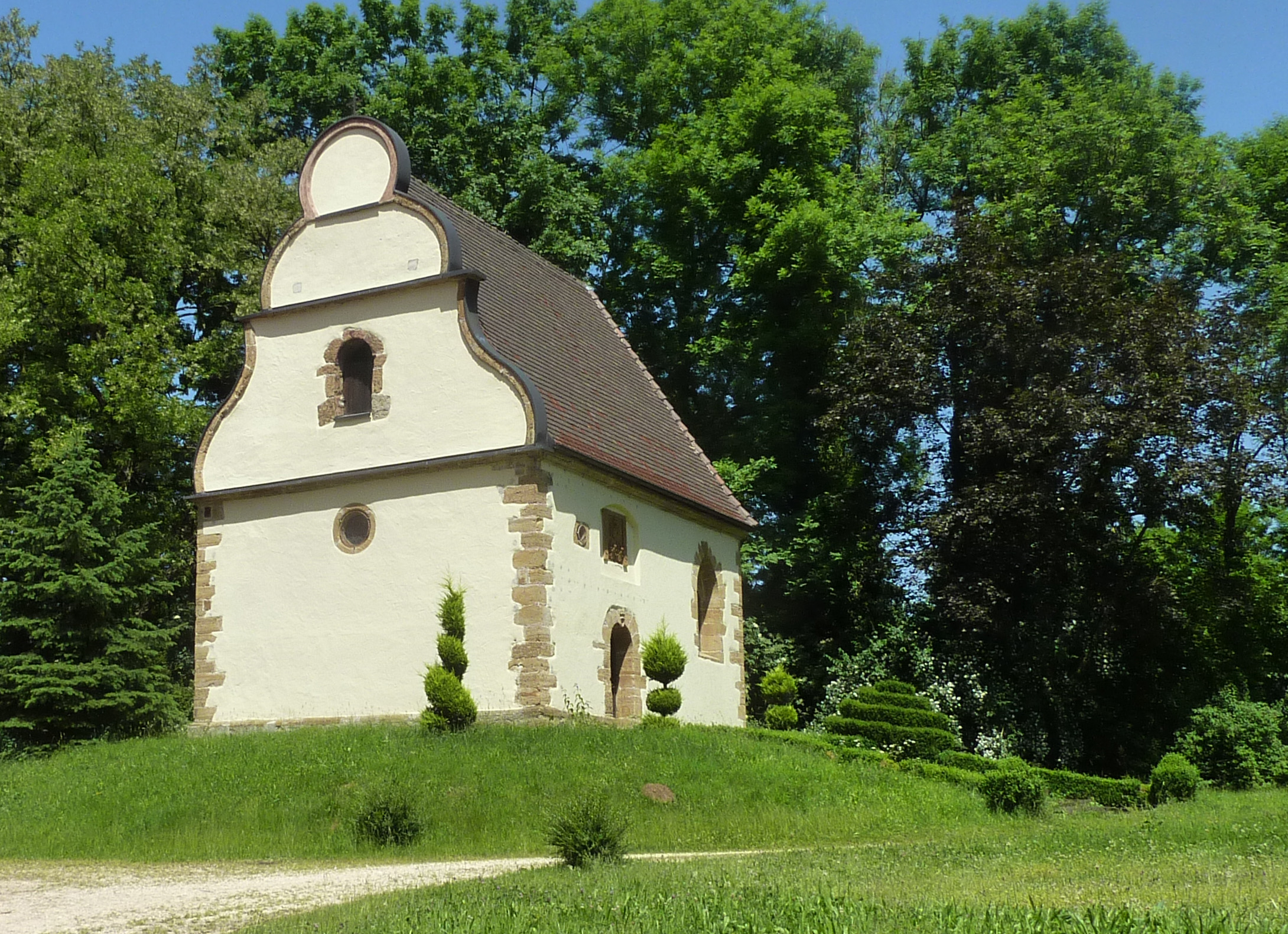
Burgkapelle
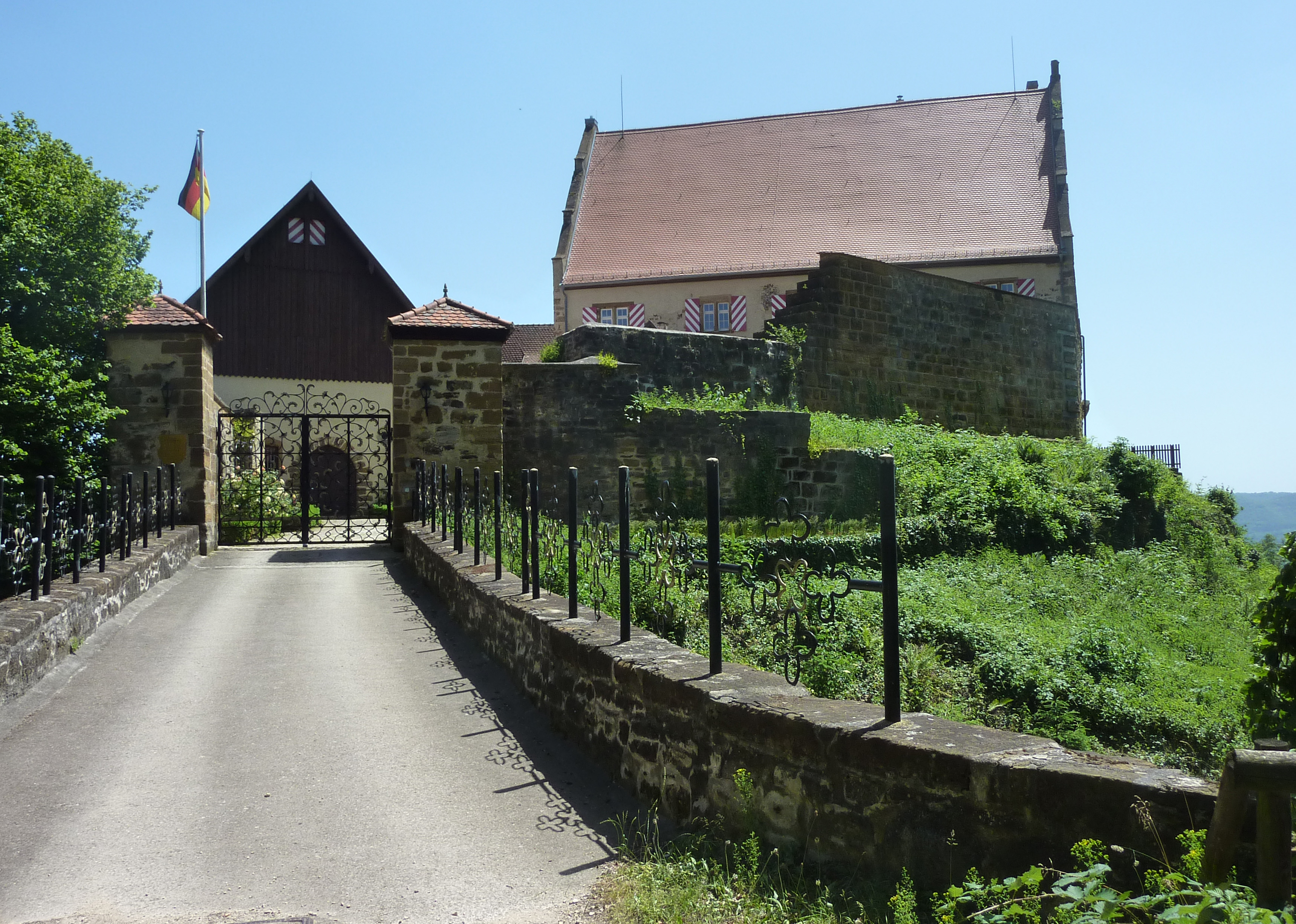
Brücke und Eingangstor
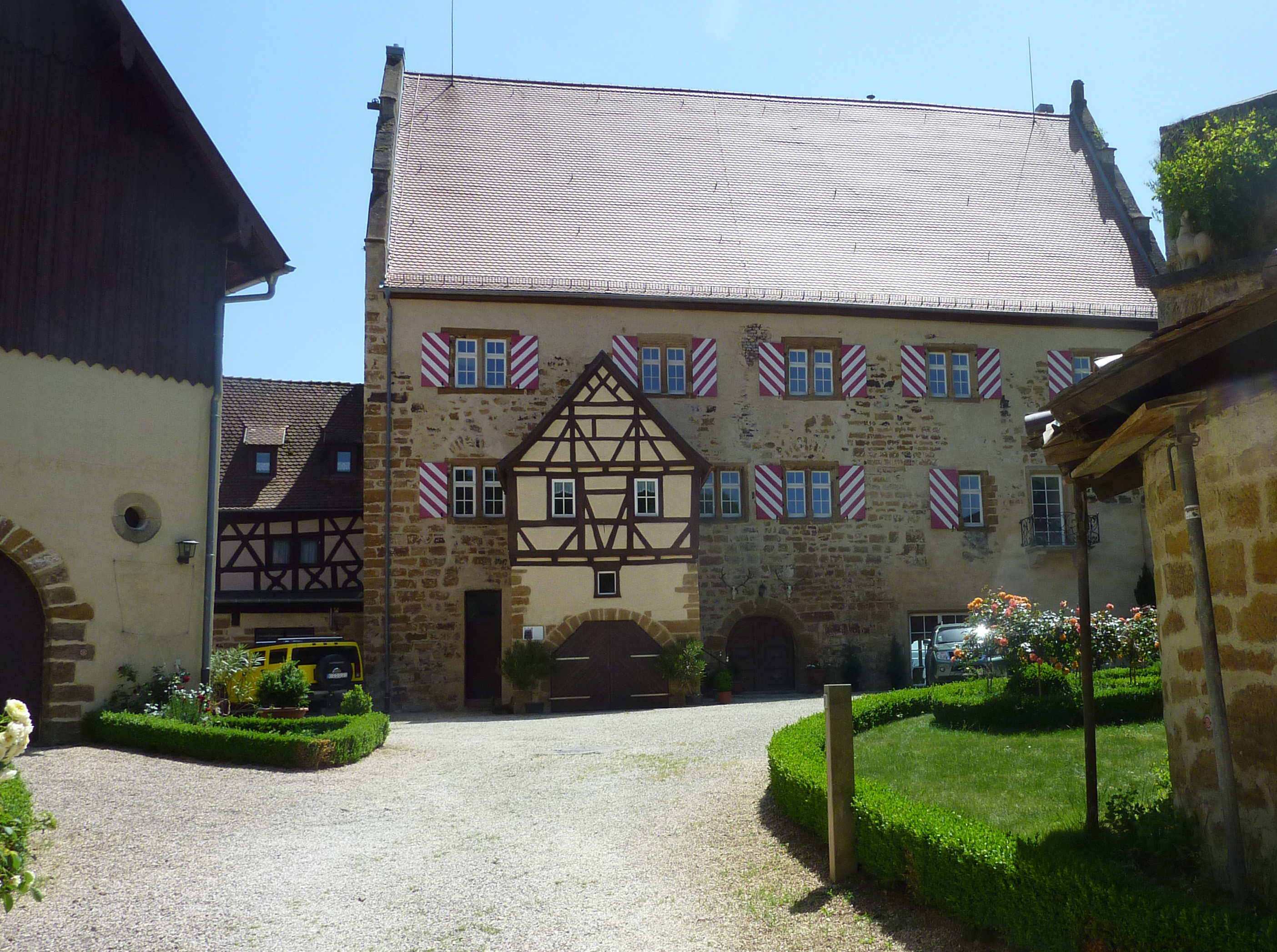
Blick durch das Eingangstor
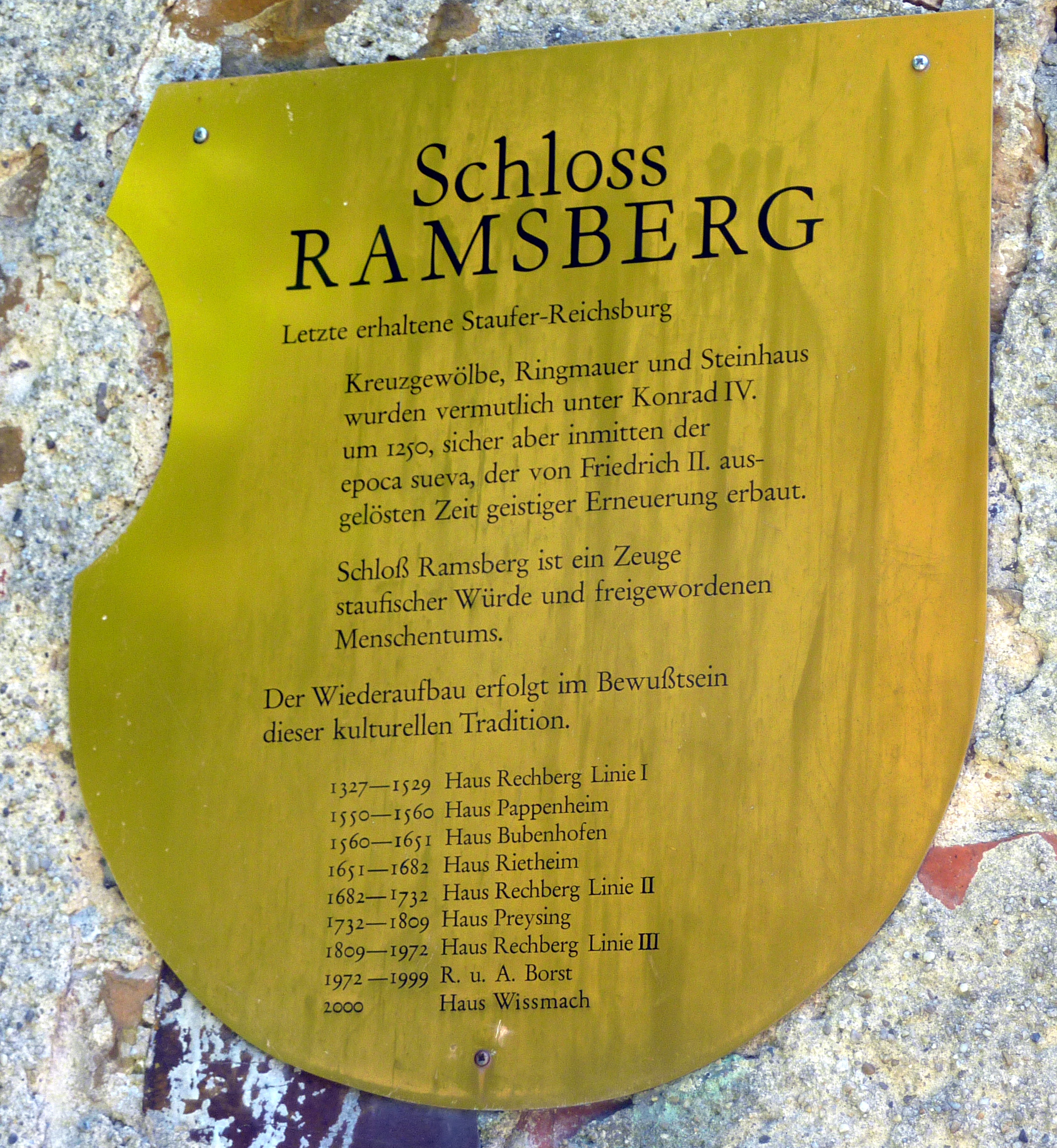
Infotafel am Eingangstor
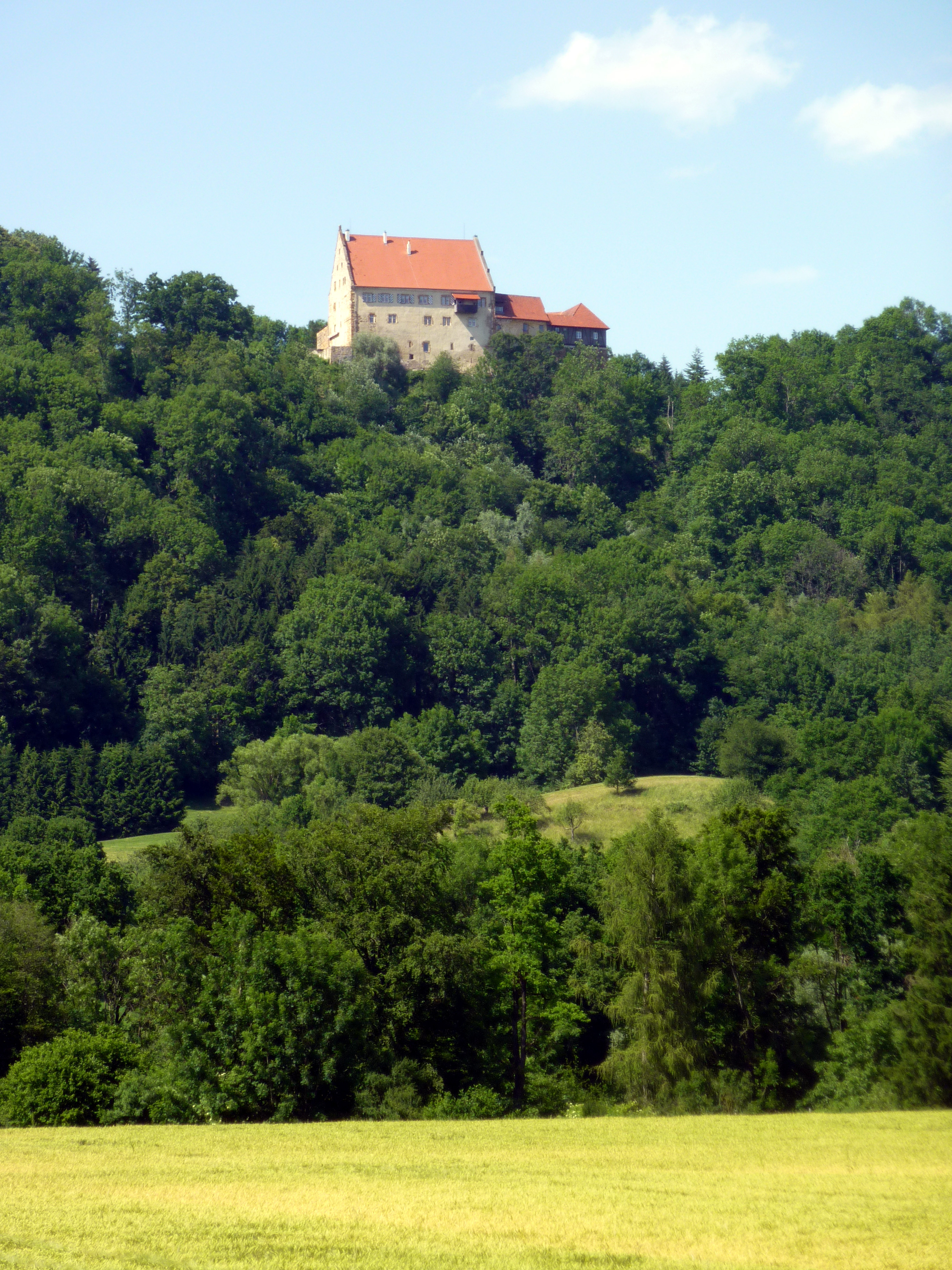
Burg aus südlicher Richtung vom Tal aus